# Округ Кембел (Вајоминг)
Округ Кембел (енгл. Campbell County) је округ у америчкој савезној држави Вајоминг.

## Демографија
По попису из 2010. године број становника је 46.133, што је 12.435 (36,9%) становника више него 2000. године.
| Група             | 2000.          | 2010.          |
| Белци             | 31.701 (94,1%) | 41.032 (88,9%) |
| Афроамериканци    | 51 (0,2%)      | 159 (0,3%)     |
| Азијати           | 108 (0,3%)     | 256 (0,6%)     |
| Хиспаноамериканци | 1.191 (3,5%)   | 3.611 (7,8%)   |
| Укупно            | 33.698         | 46.133         |